# Danh sách quân chủ Liechtenstein
Đã có 16 vị quân chủ của Thân vương quốc Liechtenstein kể từ năm 1608. Thân vương xứ Liechtenstein hiện tại là Hans-Adam II, ông tại vị kể từ ngày 13 tháng 11 năm 1989. Người kế vị và Nhiếp chính của Liechtenstein hiện tại là Alois, đảm nhiệm vị trí này kể từ ngày 15 tháng 8 năm 2004, nếu lên ngôi vương hiệu của ông sẽ là Alois III.
| Tên                 | Chân dung                | Sinh - mất                                 | Thời gian trị vì                            | Hôn nhân |
| ------------------- | ------------------------ | ------------------------------------------ | ------------------------------------------- | --- |
| Karl I              | 132x132px[liên kết hỏng] | 30 tháng 7 năm 1569 - 12 tháng 2 năm 1627  | 20 tháng 12 năm 1608 - 12 tháng 2 năm 1627  | Nữ Nam tước Anna Maria Šemberová `1600 4 người con |
| Karl II Eusebius    | 166x166px[liên kết hỏng] | 11 tháng 4 năm 1614 - 5 tháng 4 năm 1684   | 12 tháng 2 năm 1627 - 5 tháng 4 năm 1684    | Thân vương phu nhân Johanna Beatrix 4 tháng 6 năm 1684 9/11 người con |
| Hans-Adam I         | 125x125px[liên kết hỏng] | 16 tháng 8 năm 1662 - 16 tháng 6 năm 1712  | 5 tháng 4 năm 1684 - 16 tháng 6 năm 1712    | Thân vương phu nhân Edmunda Maria 16 tháng 2 năm 1681 7/11 người con |
| Josef Wenzel I      | 129x129px[liên kết hỏng] | 9 tháng 8 năm 1696 - 10 tháng 2 năm 1772   | 16 tháng 6 năm 1712 - 12 tháng 3 năm 1718   | Thân vương phu nhân Anna Maria Antonie 19 tháng 4 năm 1718 5 người con |
| Anton Florian       | không khung              | 28 tháng 5 năm 1656 - 11 tháng 10 năm 1721 | 12 tháng 3 năm 1718 - 11 tháng 10 năm 1721  | Nữ Bá tước Eleonore Barbara 15 tháng 10 năm 1679 11 người con |
| Josef Johann Adam   | không khung              | 27 tháng 5 năm 1690 - 17 tháng 12 năm 1732 | 11 tháng 10 năm 1721 - 17 tháng 12 năm 1732 | Gabriele của Liechtenstein 1 tháng 12 năm 1712 1 người con Gräfin Maria Anna nhà Thun và Hohenstein 3 tháng 2 năm 1716 Không có con Gräfin Maria Anna nhà Oettingen-Spielberg 3 tháng 8 năm 1716 3/5 người con Gräfin Maria Anna nhà Kottulinsky 22 tháng 8 năm 1729 Không có con/2 người con |
| Johann Nepomuk Karl | không khung              | 6 tháng 7 năm 1724 - 22 tháng 12 năm 1748  | 17 tháng 12 năm 1732 - 22 tháng 12 năm 1748 | Gräfin Maria Josefa nhà Harrach 19 tháng 3 năm 1744 3 người con |
| Josef Wenzel I      | không khung              | 9 tháng 8 năm 1696 - 10 tháng 2 năm 1772   | 22 tháng 12 năm 1748 - 10 tháng 2 năm 1772  | Thân vương phu nhân Anna Maria Antonie 19 tháng 4 năm 1718 5 người con |
| Franz Josef I       | không khung              | 19 tháng 11 năm 1726 - 18 tháng 8 năm 1781 | 10 tháng 2 năm 1772 - 18 tháng 8 năm 1781   | Leopoldine xứ Sternberg 6 tháng 7 năm 1750 8 người con |
| Aloys I             | không khung              | 14 tháng 5 năm 1759 - 24 tháng 3 năm 1805  | 18 tháng 8 năm 1781 - 24 tháng 3 năm 1805   | Gräfin Karoline xứ Manderscheid-Blankenheim 15/16 tháng 11 năm 1783 Không có con |
| Johann I Josef      | không khung              | 26 tháng 6 năm 1760 - 20 tháng 4 năm 1836  | 24 tháng 3 năm 1805 - 20 tháng 4 năm 1836   | Nữ Phiên Hầu tước Josefa nhà Fürstenberg-Weitra 12 tháng 4 năm 1792 13/14 người con |
| Alois II            | không khung              | 26 tháng 5 năm 1796 - 12 tháng 11 năm 1858 | 20 tháng 4 năm 1836 - 12 tháng 11 năm 1858  | Gräfin Franziska Kinsky 8 tháng 8 năm 1831 11 người con |
| Johann II           | không khung              | 5 tháng 10 năm 1840 - 11 tháng 2 năm 1929  | 12 tháng 11 năm 1858 - 11 tháng 2 năm 1929  | -- |
| Franz I             | không khung              | 28 tháng 8 năm 1853 - 25 tháng 7 năm 1938  | 11 tháng 2 năm 1929 - 25 tháng 7 năm 1938   | Elsa nhà Gutmann 22 tháng 7 năm 1929 Không có con |
| Franz Josef II      | không khung              | 16 tháng 8 năm 1906 - 13 tháng 11 năm 1989 | 25 tháng 7 năm 1938 - 13 tháng 11 năm 1989  | Gräfin Georgina nhà Wilczek 7 tháng 3 năm 1943 5 người con |
| Hans-Adam II        | không khung              | 14 tháng 2 năm 1945 - nay                  | 13 tháng 11 năm 1989 - nay                  | Marie Kinsky xứ Wchinitz và Tettau 30 tháng 7 năm 1967 4 người con |